# NGC 6673
NGC 6673 este o galaxie situată în constelația Păunul. A fost descoperită în 7 august 1834 de către John Herschel. Se află la o distanță de 10,76 megaparseci de Pământ.